# Connor Fields
Connor Evan Fields  (ur. 14 września 1992 w Plano) – amerykański kolarz BMX, mistrz olimpijski, dwukrotny mistrz świata oraz złoty medalista igrzysk panamerykańskich.

## Kariera
Największy sukces w karierze Connor Fields osiągnął w 2012 roku, kiedy zdobył złoty medal w jeździe na czas podczas mistrzostw świata w Birmingham. W zawodach tych wyprzedził bezpośrednio Brytyjczyka Liama Phillipsa oraz Francuza Sylvaina André. W tym samym toku wystąpił na igrzyskach olimpijskich w Londynie, plasując się na siódmej pozycji. W 2011 roku Fields zdobył złoty medal w wyścigu BMX na igrzyskach panamerykańskich w Guadalajarze. Zwyciężył również na mistrzostwach świata w Auckland w 2013 roku. W 2016 w Rio de Janeiro zdobył złoty medal olimpijski.